# 納菲魯塔利·D·薇薇
納菲魯塔利·D·薇薇為日本漫畫家尾田榮一郎所創作的日本少年漫畫《ONE PIECE》中的一位角色。為阿拉巴斯坦王國的公主，在秘密犯罪組織巴洛克華克卧底时期代號為「Miss.星期三」，和阿拉巴斯坦王國護衛隊長伊卡萊姆（代號Mr.8）駐守威士忌山峰。身份曝光後在草帽海賊團的相救下，和他們一起踏上了短暫的冒險之旅，因此也被多數人認為是屬於草帽海賊團的名義船員。而在巴洛克華克瓦解後，選擇繼續留在阿拉巴斯坦王國中負責管理國家。

## 設計
名字取自真实人物古埃及法老拉美西斯二世的大王后妮菲塔莉（Nefertari）。而薇薇的姓氏「納菲鲁塔利」在埃及也有「美麗之人」的意思。
原本尾田的設定是Miss星期三跟薇薇是不同的兩人。但是在一次嘗試畫將Miss星期三的瀏海放下來的樣子後，尾田發現其氣質跟之後想帶出場的薇薇很搭，就乾脆將她轉變為臥底的身份；之後的劇情就如同讀者們看到的發展一樣，不但增加劇情的精采度，還省去再帶出另一個角色的篇幅。也因中途改變角色設定，使薇薇身份曝光前後的角色形象有些落差。

## 人物
特徵是過腰的淺藍色長髮（動畫版的髮色則是水藍色），穿白色長靴。她有别於故事中公主温室花朵的形象，身负捍卫自己国家的重责大任。从小好奇心就相当旺盛，爱好和平，讨厌作不必要的纷争，个性坚强也很有责任感，但有时会做一些傻瓜的行为。
根據時任王下七武海兼多雷斯羅薩王國的國王唐吉訶德·多佛朗明哥表示，8百年前，20個國家的國王聯合成立世界政府後，紛紛攜帶其家眷遷移至聖地馬力喬亞，唯獨當時的娜菲魯塔利一族堅持留在阿拉巴斯坦，統治自己的王國，間接透露薇薇正是當年促成世界政府的君王的後裔。

## 能力
薇薇的主要武器是一把外型有如孔雀尾羽般的机动刀「孔雀鋸子」，由尾指指環繫著幼線操控，平日藏於衣袖內以便隨時使用。

## 劇中表現
薇薇出身於阿拉巴斯坦王國，小時候就了解國家的責任，非常懂事。5歲時跟寇沙第一次見面就打架。在一次找砂砂團玩耍時，遇到企圖綁架薇薇勒索贖金的混混，寇沙誓死保護薇薇，之後就成了朋友。
故事6年前，10歲的她曾以公主身份陪同父王納菲魯塔利·寇布拉前往聖地馬力喬亞出席「世界會議」。席間，寇布拉公開斥責磁鼓國國王瓦爾波的自私想法，令他惱羞成怒，後竟公然一巴掌打倒薇薇報復，並出言侮辱。薇薇忍辱負重，反過來冷靜地攔住護衛伊卡萊姆，並大方地向瓦波爾道歉，一場王國之間的糾紛亦由此避免，讓時任磁鼓國護衛隊長的多魯頓深深佩服。

### 第一部
她在2年前為了得知克洛克達爾的秘密計畫，和阿拉巴斯坦王國護衛隊長伊卡萊姆一起潛入巴洛克華克這個神祕組織做臥底，但仍不幸被揭穿。後來在草帽海賊團相救之下，薇薇和他們一起踏上了短暂的冒險之旅。
於小花園中和娜美聯手擊敗了Miss情人節，之後她在磁鼓王國時，從報紙上讀到阿拉巴斯坦王國發生內亂的消息，並委託魯夫等人盡速趕到阿拉巴斯坦；但在得知娜美生病的消息後，決定讓魯夫等人優先為生病的娜美找醫生，跟著一行人來到磁鼓島，當地居民卻因為一年前被黑鬍子海賊團攻擊，使他們不讓同樣身為海賊的一行人登陸，還不小心開槍打傷薇薇，目睹一切的魯夫因憤怒而打算出手時被薇薇阻止，薇薇在出面向居民求情的同時，更訓斥魯夫如果什麼事都想用暴力來解決，不但沒資格當一個領導人，還會危害到娜美的生命安全，此舉讓魯夫決定放下尊嚴跟居民磕頭道歉和求情，才終於獲得眾人的諒解。
當叛亂軍和國王軍於阿爾巴那開戰時，薇薇趁著Mr.7和Miss父親節企圖從鐘塔發射砲彈的時候，趕到鐘塔並成功擊敗Mr.7雙人組，但發現砲彈亦為定時炸彈，在絕望之際，王國護衛隊副官貝爾出現在鐘塔，微笑著對薇薇說：「能夠服侍納菲魯塔利王族，我深深的感到驕傲。」以隼型態抓起砲彈飛至高空。後來草帽海賊團離開阿拉巴斯坦王國時，因不想讓薇薇添麻煩，背對著薇薇和跑得快舉起了畫在左手臂上的「X」記號（代表伙伴間的象徵），就此道别。不管是否離隊，薇薇和跑得快仍被認定是草帽海賊團的夥伴。
司法島事件後，草帽海賊團全團被懸賞一事傳到阿拉巴斯坦，寇布拉擔心薇薇會因知道前敵人妮可·羅賓的加入而感到難過，但薇薇卻表示早已知曉。

### 第二部
「頂點戰爭」結束兩年後，薇薇變得更加成熟，並且在18歲生日當天拿著一份報紙，帶著睫毛與跑得快接受阿拉巴斯坦民眾的盛大歡迎。準備陪同臥病在床的父親寇布拉參加「世界會議」。多雷斯羅薩事件落幕後，薇薇閱報得知草帽海賊團懸賞額提升的消息，跑得快還幫忙剪下攸關草帽海賊團的剪報做為記錄和留念 。
前往參加4年一次的世界會議的途中，閱報得知魯夫等人暗殺「BIG MOM」未遂而大幅提升懸賞額的消息，感到相當震驚。
世界會議期間，薇薇和先後受魯夫等人幫助的櫻花王國國王多爾頓、Dr.古蕾娃、魚人島龍宮王國公主白星、多雷斯羅薩利克·德爾多三世的皇孫女蕾貝卡等人交流甚歡，所聊的內容皆為曾幫助過她們的魯夫。獲多爾頓和Dr.古蕾娃協助解圍，擺脫昔日於世界會議惡意欺負她的邪惡黑磁鼓王國國王瓦波爾和後者的王妃金德瑞拉的當眾挑釁刁難。途中曾於兩年前和魯夫等人結怨的天龍人查爾羅斯聖準備綁架白星作為自己的寵物，薇薇、蕾貝卡、多雷斯羅薩皇族護衛暨草帽大船團旗下成員雷奧、花之國八寶水軍首領雜菜、龍宮王國國王尼普頓試圖為白星解危，最終因為十年前曾被龍宮王國乙姬王妃所救的天龍人唐吉訶德·穆斯卡爾特出面教訓查爾羅斯聖順利為白星和尼普頓解危始平息這場風波。世界會議結束後失蹤下落不明，其父親寇布拉傳出被行刺的消息，而事實上她被CP0綁架，隨後被瓦波爾無意間救走，並一同躲在世界經濟新聞社的總部。